# الینزانتانت
الینزانتانت (انگلیسی: Elinzanetant) ) یک گیرنده نوروکینین/تاکی‌کینین و آنتاگونیست گیرنده NK3 با مولکول‌های کوچک خوراکی است که برای درمان گرگرفتگی و «اختلالات هورمون‌های جنسی» در دست توسعه است.